# Деплатформинг
Деплатформинг, деплатформирование (англ. deplatforming — отлучение от платформ) — определяется как «попытка бойкота группы или отдельного лица путём удаления с платформы (таких как места выступлений или веб-сайты), используемых для обмена информацией или идеями» или «действие или практика, препятствующие тому, чтобы кто-либо, придерживающийся взглядов, считающихся неприемлемыми или оскорбительными, участвовал на форуме или в дебатах, в частности путём их блокирования на определённом веб-сайте».

## История

### Деплатформинг приглашённых докладчиков
В Соединённых Штатах запрет на выступление ораторов в университетских городках был введён ещё в 1940-х годах. Это было осуществлено политикой самих университетов. В Калифорнийском университете существовала политика, известная как запрет на выступления спикеров, кодифицированная в университетских правилах при президенте Калифорнийского университета Роберте Гордоне Спруле, в основном, но не исключительно, направленная против коммунистов. Одно из правил гласило, что «Университет взял на себя право не допускать нанесения ущерба своему престижу неквалифицированными лицами или теми, кто будет использовать его в качестве платформы для пропаганды». Это правило было использовано в 1951 году, чтобы запретить выступление социалиста Макса Шехтмана в Калифорнийском университете в Беркли. Однако оно не всегда использовалось против коммунистов (или социалистов): в 1961 году Малькольму Иксу было запрещено выступать в Беркли в качестве религиозного лидера, хотя белый протестантский евангелист Билли Грэм выступал в следующем году. В 1947 году бывшему вице-президенту США Генри Уоллесу было запрещено выступать в Калифорнийском университете в Лос-Анджелесе из-за его взглядов на политику США в период холодной войны.
Спорные ораторы, приглашённые для выступления в университетских городках, столкнулись с деплатформированием в виде попыток запрета на выступление. Британский национальный союз студентов ещё в 1973 году установил свою политику «нет-платформы». В середине 1980-х годов во время своих визитов посол Южной Африки Глен Бабб столкнулся с противодействием со стороны студентов канадских колледжей, выступавших против апартеида.
К недавним примерам в Соединённых Штатах относится срыв в марте 2017 года буйными протестующими публичной речи политолога Чарльза Мюррея в Миддлберийском колледже. В феврале 2018 года студенты Университета Центральной Оклахомы отозвали приглашение выступить с речью креационисту Кену Хэму после давления со стороны группы студентов из числа ЛГБТ-сообщества. В марте 2018 года «небольшая группа протестующих» юридического факультета Льюиса и Кларка попыталась остановить выступление приглашённой лекторши Кристины Хофф Соммерс. Адам Кэролла и Деннис Прагер задокументировали свою дезинвитацию (англ. disinvitation — отказ от приглашения) в своём фильме 2019 года «Небезопасные территории». По состоянию на февраль 2020 г. Фонд по защите индивидуальных прав в образовании задокументировал 469 попыток дезинвитации или нарушения общественного порядка в американских кампусах за период с 2000 г., включая как «неудачные попытки дезинвитации», так и «успешные дезинвитации»; Фонд характеризует последнюю категорию как включающую три подкатегории: формальная дезинвитация, проводимая спонсором выступления; уход говорящего «перед лицом требований дезинвитации»; «вето Геккера» (ситуация, когда «студенты или преподавательский состав настойчиво нарушают или полностью мешают докладчику говорить»).

### Деплатформинг в социальных сетях
Начиная с 2015 года Reddit запретил несколько сообществ на сайте («subreddits») за нарушение политики сайта по борьбе с домогательствами. Исследование, опубликованное в 2017 году в журнале Proceedings of the ACM on Human-Computer Interaction, исследуя «причинно-следственные связи запрета как с участвующими пользователями, так и с затронутыми сообществами», показало, что «запрет послужил ряду полезных целей для Reddit» и что «пользователи, участвовавшие в запрещённых сабредитах, либо покинули сайт, либо (те, кто остался) резко сократили использование риторики ненависти». Сообщества, унаследовавшие вытесненную деятельность этих пользователей, не пострадали от роста использования языка вражды. В июне 2020 года и январе 2021 года Reddit также забанил два известных онлайн-сообщества сторонников Трампа за нарушение политики сайта в отношении контента и преследований.
2 мая 2019 года Facebook и принадлежащая ему платформа Instagram объявили о запрете «опасных лиц и организаций», включая лидера Нации Ислама Луиса Фаррахана, Мило Янопулоса, Алекса Джонса и его организацию InfoWars, Пола Джозефа Уотсона, Лору Лумер и Пола Нехлена.

#### Дональд Трамп
6 января 2021 года на совместной сессии Конгресса Соединённых Штатов подсчёт голосов Коллегией выборщиков был прерван из-за захвата Капитолия Соединённых Штатов. Участники беспорядков были сторонниками президента Дональда Трампа, который надеялся отсрочить и опротестовать свой проигрыш на выборах 2020 года. В результате этого события погибли пять человек и были произведены сотни арестов. Подтверждение результатов голосования на выборах было завершено только рано утром 7 января 2021 года. После нескольких твитов президента Трампа 7 января 2021 года в Facebook, Instagram, YouTube, Reddit и Twitter в некоторой степени деплатформировали Трампа. Twitter деактивировал его личный аккаунт @realdonaldtrump за то, что он продолжал писать в Twitter ложные сообщения о фальсификациях на выборах, которые, по словам компании, могли бы способствовать дальнейшему насилию. Впоследствии Трамп написал аналогичные сообщения в твиттере с официального аккаунта президента США @POTUS, в результате чего 8 января его навсегда забанили.
По словам Джейсона Миллера в эфире телеканала Fox News, Трамп планировал вернуться в социальные сети с помощью новой платформы к маю или июню 2021 года.

### Другие примеры

#### Демонетизация
Платформы социальных сетей, такие как YouTube и Instagram, позволяют производителям контента или влиятельным лицам зарабатывать деньги на основе контента (видео, изображений и т. д.), чаще всего основанного на определенном виде оплаты за установленное количество новых «лайков» или кликов и т. д. Когда контент считается непригодным для компенсации, но все равно остается на платформе, это называется «демонетизацией», поскольку производитель контента остается без компенсации за созданный им контент, в то же время контент остается открытым и доступным для просмотра или прослушивания широкой публикой. В сентябре 2016 года издание Vox сообщило, что демонетизация — применительно конкретно к YouTube — включает в себя следующие ключевые моменты:
- «С 2012 года YouTube автоматически „демонетизирует“ некоторые видео, потому что его программное обеспечение считает, что контент недружественен рекламодателям»[22].
- «Многие создатели видео на YouTube не знали об этом до прошлой недели, когда YouTube начал активно сообщать им об этом»[22].
- «Это напугало ютуберов, хотя YouTube вел себя рационально, пытаясь соединить рекламодателей с контентом, удобным для рекламодателей. Это не цензура, поскольку создатели видео на YouTube по-прежнему могут размещать (практически) все, что захотят»[22].
- «Программное обеспечение YouTube все портит, а это значит, что видео, в которых должна быть реклама, ее нет, а это значит, что создатели видео на YouTube упускают доходы от рекламы»[22].

#### Преследование и увольнение
Тактика деплатформирования также включает в себя попытки заставить замолчать спорных ораторов с помощью различных форм личного преследования, таких как доксинг, ложные сообщения о чрезвычайных ситуациях в целях сваттинга, а также жалобы или петиции в адрес третьих лиц. В некоторых случаях протестующие пытались добиться включения выступающих в «черный список» проектов или увольнения с работы.
Например, в 2019 году студенты Университета искусств в Филадельфии распространили онлайн-петицию с требованием, чтобы Камилла Палья «была удалена с факультета UArts и заменена цветным квиром.» Конор Фридерсдорф, пишущий в «The Atlantic» о кампании 2019 года по удалению Пальи, писал: «Студенческим активистам редко приходится утверждать, что наставнику в их собственном учебном заведении должно быть отказано в платформе». Палья, профессор с более чем 30-летним стажем, который идентифицирует себя как трансгендер, долгое время не вызывал споров по «вопросам пола, гендерной идентичности и сексуального домогательства».

#### В печатных СМИ
В декабре 2017 года, узнав, что французский артист, которого он ранее рецензировал, был неонацистом, сан-францисский панк-журнал Maximum Rocknroll принёс извинения и объявил, что имеет «строгую политику не-платформенности по отношению к любым группам и артистам с нацистской идеологией».

## Законодательные меры

### Великобритания
В мае 2021 года правительство Великобритании под руководством Бориса Джонсона обнародовало законопроект о высшем образовании (свобода слова), который позволит выступающим в университетах требовать компенсации за нон-платформинг, налагать штрафы на университеты и студенческие союзы, поощряющие эту практику, и учредить нового омбудсмена, которому будет поручено отслеживать случаи нон-платформинга и увольнения академиков. Кроме того, правительство опубликовало законопроект о безопасности в Интернете, который запрещает социальным сетям дискриминировать определенные политические взгляды или удалять «демократически важный» контент, например, комментарии в поддержку или против политических партий и политики.

### США
Некоторые критики деплатформирования предлагают, чтобы правительства относились к социальным сетям как к общественным услугам, чтобы обеспечить защиту конституционных прав пользователей, ссылаясь на то, что присутствие в Интернете с использованием сайтов социальных сетей является обязательным для адекватного участия в 21 веке в качестве личности. Политики-республиканцы пытались ослабить защиту, установленную разделом 230 Закона о пристойности коммуникаций, который предусматривает иммунитет от ответственности для провайдеров и пользователей «интерактивных компьютерных услуг», публикующих информацию, предоставленную сторонними пользователями, на основании утверждений о том, что политика модерации основных социальных сетей не является политически нейтральной.

## Реакции

### Обоснования
По словам его защитников, деплатформирование использовалось в качестве тактики для предотвращения распространения языка вражды и дезинформации. Социальные сети превратились в важный источник новостных репортажей для своих пользователей, а поддержка умеренности контента и запрета подстрекательских постов защищалась в качестве редакционной ответственности, требуемой новостными агентствами.
Сторонники деплатформирования оправдывают эту акцию тем, что она даёт желаемый эффект от сокращения того, что они характеризуют как «язык вражды». Анджело Карузоне, президент прогрессивной организации Media Matters for America и проводивший деплатформенные кампании против консервативных хозяев ток-шоу Раша Лимбо в 2012 году и Гленна Бека в 2010 году, указал на запрет Майло Яннопулоса в Твиттере в 2016 году, заявив, что «в результате он потерял много…. Он потерял способность оказывать влияние или, по крайней мере, проецировать видимость влияния».
В США в качестве критики деплатформирования иногда приводят лишение прав по Первой поправке, но, по словам Ауди Корниш, ведущей передачи NPR Consider This, современное деплатформирование не является проблемой правительства. Она утверждает, что «правительство не может заглушить вашу способность говорить почти все, что вы хотите, на углу общественной улицы. Но частная компания может заставить вас отказаться от возможности говорить все, что вы хотите, на платформе, которую они создали». Поэтому, по мнению сторонников, деплатформирование является законным способом борьбы со спорными пользователями в Интернете или в других цифровых пространствах, если правительство не вовлечено в процесс деплатформирования.

### Критические оценки
По словам технологического журналиста Деклана МакКаллаха, «усилия Кремниевой долины по устранению инакомыслящих» начались примерно в 2018 году с того, что Twitter, Facebook и YouTube отказали в обслуживании отдельным пользователям их платформ, «придумывая предлоги, чтобы приостановить идеологически опальные аккаунты». В 2019 году МакКаллах предсказал, что платные клиенты также станут мишенью для деплатформования, ссылаясь на протесты и открытые письма сотрудников Amazon, Microsoft, Salesforce и Google, которые выступали против политики Иммиграционной и таможенной полиции США (ICE), и которые, как сообщается, пытались повлиять на своих работодателей, чтобы деплатформовать агентство и его подрядчиков.
Профессор права Глен Рейнольдс назвал 2018 год «Годом деплатформирования» в статье, опубликованной в августе 2018 года в The Wall Street Journal; он критиковал «интернет-гигантов» (написав, что они стремились «захлопнуть ворота перед множеством людей и идей, которые им не нравятся») и написал: «Если вы полагаетесь на чужую платформу, чтобы выразить непопулярные идеи, особенно идеи справа, вы сейчас в опасности». Ссылаясь на устранение Алекса Джонса, Гевина Макинса и Денниса Прагера с сайтов социальных сетей в 2018 году, Рейнольдс утверждает, что «Экстремисты и неоднозначные люди слева были относительно безопасны от деплатформирования».
В статье 2019 года Конор Фридерсдорф описал то, что он назвал «стандартной практикой» среди студенческих активистов: «Активисты начинают с криков в социальных сетях; они призывают авторитетных деятелей навязывать результаты, которые им нравятся, без учёта общего мнения студентов; они пытаются выстроить антидискриминационный закон, чтобы ограничить свободу слова». Фридерсдорф указал на доказательства охлаждающего эффекта на свободу слова и академическую свободу. Из числа преподавателей, с которыми он связался для интервью, подавляющее большинство «с обеих сторон спора настаивали на том, чтобы их комментарии не записывались в протокол или оставались анонимными. Они опасались открыто участвовать в дебатах о крупном событии в их институте — даже после того, как президент университета выступил с бескомпромиссным заявлением в поддержку свободы слова».